# Dactylanthus (dier)
Dactylanthus is een geslacht van neteldieren uit de klasse van de Anthozoa (bloemdieren).

## Soort
- Dactylanthus antarcticus (Clubb, 1908)